# Rümikon

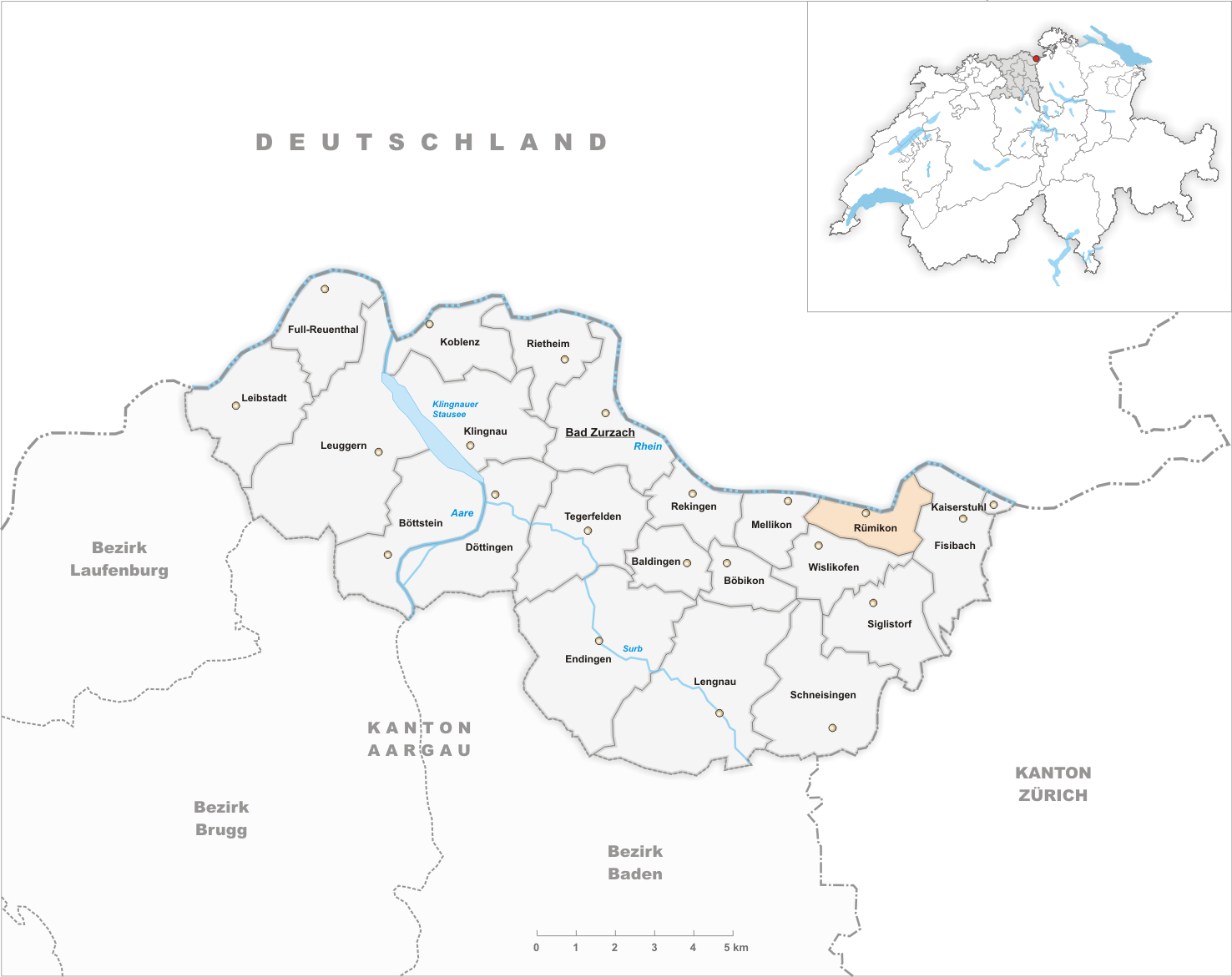
Gemeindestand vor der Fusion am 1. Januar 2022

Rümikon (schweizerdeutsch: [ˈrʏmikχə]) ist ein Ort in der Einwohnergemeinde Zurzach im Schweizer Kanton Aargau. Sie gehört zum Bezirk Zurzach und liegt am Hochrhein an der Grenze zu Deutschland.
Am 1. Januar 2022 fusionierte Rümikon mit den Gemeinden Bad Zurzach, Baldingen, Böbikon, Kaiserstuhl, Rekingen, Rietheim und Wislikofen zur neuen Gemeinde Zurzach.

## Geographie
Das Dorf liegt im schmalen Uferstreifen zwischen dem Südufer des Rheins und dem Nordrand des Tafeljuras. Der Rhein fliesst zunächst in südwestlicher Richtung und nach einer engen Biegung in Richtung Westen. An der westlichen Gemeindegrenze mündet der Tägerbach in den Fluss. Das Gelände steigt vom Flussufer weg gleichmässig zu den Hügeln an. Diese bilden eine zusammenhängende Kette von der Ebni (486 m ü. M.) im Westen über den Bruch (510 m ü. M.) im Südosten bis hin zum Rietbuck (455 m ü. M.) im Nordosten.
Die Fläche des ehemaligen Gemeindegebiets beträgt 294 Hektaren, davon sind 127 Hektaren bewaldet und 26 Hektaren überbaut. Der höchste Punkt liegt auf 510 Metern auf dem Bruch, der tiefste auf 333 Metern am Rhein. Nachbargemeinden waren Hohentengen im Norden, Fisibach im Osten, Wislikofen im Süden und Mellikon im Westen.

## Geschichte

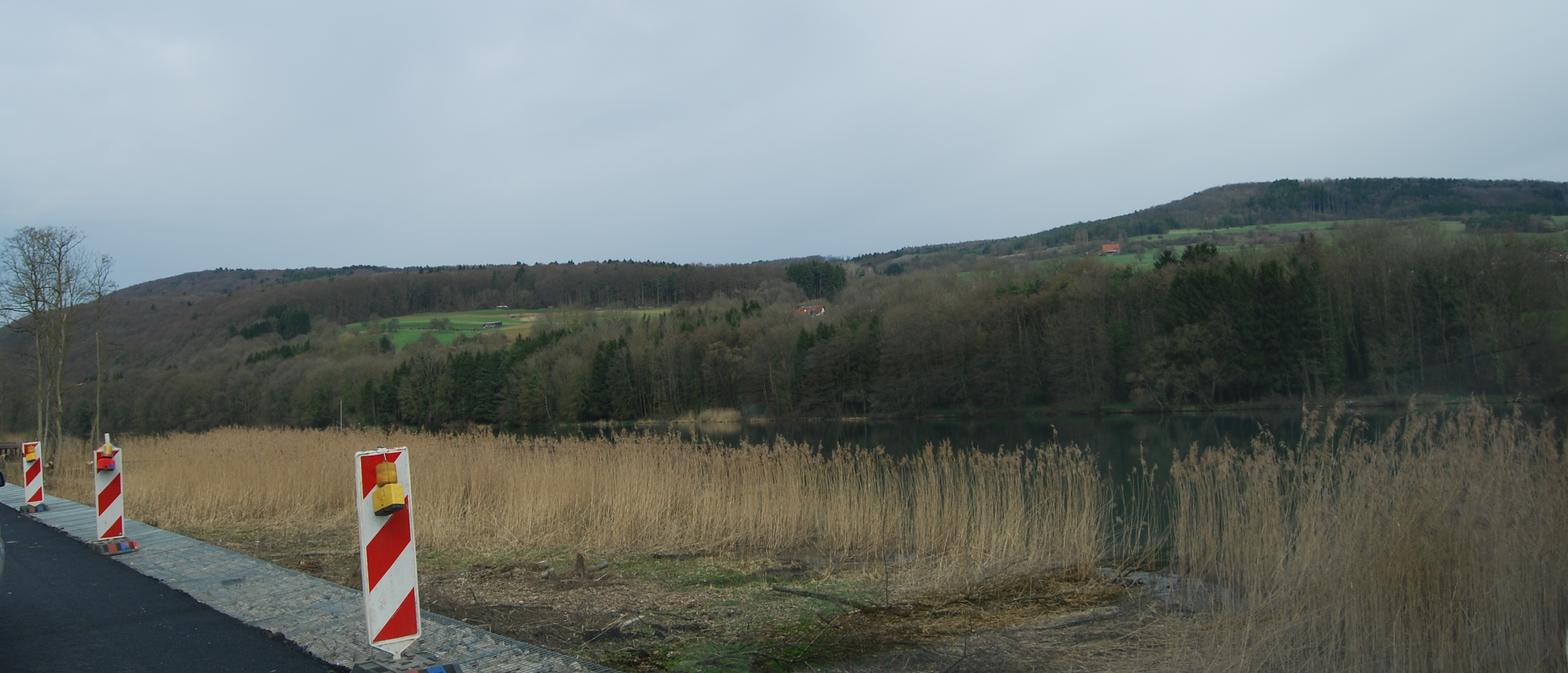
Rheinufer bei Rümikon

Auf dem ehemaligen Gemeindegebiet von Rümikon, genauer am Tägerbach und im Sandgraben, standen einst zwei römische Wachttürme, die ab dem Jahr 370 die nördliche Grenze des Imperiums sicherten. Bereits im ersten Jahrzehnt des 5. Jahrhunderts zogen sich die Römer endgültig zurück. Die erste Warte lag auf einer erhöht liegenden Terrasse an der östlichen Gemeindegrenze und ist teilweise noch gut erhalten, eine zweite befand sich an der Mündung des Tägerbachs.
Die erste urkundliche Erwähnung von Rümiken erfolgte im Jahr 1113. Der Ortsname stammt vom althochdeutschen Rumaninghofun und bedeutet «bei den Höfen der Sippe des Ruman». Der Fischfang spielte eine bedeutende Rolle im Leben der Dorfbewohner, da die Landwirtschaft auf dem schmalen Uferstreifen nicht ertragreich genug war. Bereits im frühen 15. Jahrhundert wurden die vischeren ze rümigkon (die Fischer von Rümikon) ausdrücklich erwähnt. Die Eidgenossen eroberten 1415 den Aargau und lösten die Habsburger als Landesherren und Inhaber der Blutgerichtsbarkeit ab. Rümikon gehörte nun zum Amt Ehrendingen der Grafschaft Baden, einer Gemeinen Herrschaft.

Luftansicht (1953)

Durch geschicktes Verhandeln konnten die Rümiker im Jahr 1498 das alleinige Fischereirecht in ihren Besitz bringen. Sie durften auf der gesamten Breite des Rheins fischen und nicht, wie sonst üblich, nur bis zur Flussmitte. Noch im späten 19. Jahrhundert sagte man über das Dorf: «Rümikon hat lauter Fischer von Geschlecht, ausgenommen ein Meier, und der ist Fischer von Beruf.» Im März 1798 nahmen die Franzosen die Schweiz ein und riefen die Helvetische Republik aus. Rümikon war zunächst eine Gemeinde im kurzlebigen Kanton Baden, seit 1803 gehört sie zum Kanton Aargau.
Die Eröffnung der Bahnstrecke Winterthur–Koblenz durch die Schweizerische Nordostbahn erfolgte am 1. August 1876. Allerdings musste Rümikon den Bahnhof mit der Nachbargemeinde Mellikon teilen, sodass er weit ausserhalb zwischen beiden Dörfern lag. 1995 erhielt Rümikon dann eine unmittelbar beim Dorfzentrum gelegene Bahnhaltestelle, die den alten Bahnhof Mellikon-Rümikon ersetzte. Über Jahrhunderte hinweg ist die Bevölkerungszahl relativ stabil geblieben, da aufgrund der beengten topographischen Verhältnisse keine grosse Expansion möglich war.
Im Jahr 2000 trat Rümikon der Verwaltungskooperation «Verwaltung2000» bei, welche die Verwaltungsaufgaben von sieben Gemeinden in der Nachbarschaft erledigt. Seit 2014 ist die Gemeinde im Projekt «Rheintal+» involviert, das die Fusion mehrerer Gemeinden zur Gemeinde Zurzach vorsieht. Nachdem die Gemeindeversammlung am 23. Mai 2019 mit 51 zu 7 Stimmen der Fusion zugestimmt hatte, wurde der Entscheid am 8. September 2019 in einer Volksabstimmung mit 77 zu 16 Stimmen bestätigt. Damit erfolgte die Fusion am 1. Januar 2022 (jedoch ohne Mellikon, das knapp abgelehnt hatte).

## Wappen
Die Blasonierung des Gemeindewappens lautet: «In Blau weisser Salm zwischen drei (1,2) fünfstrahligen weissen Sternen.» Erstmals abgebildet war das Wappen auf dem Gemeindesiegel von 1872. Der Salm symbolisiert die Fischerei, die jahrhundertelang die wirtschaftliche Grundlage des Dorfes gewesen war. Die Sterne stehen für die Zugehörigkeit zum Kanton Aargau. Per Gemeinderatsbeschluss vom 13. Juni 2003 wurde die Anzahl der Strahlen von sechs auf fünf reduziert.

## Bevölkerung
Die Einwohnerzahlen entwickelten sich wie folgt:
| Jahr      | 1850 | 1900 | 1930 | 1950 | 1960 | 1970 | 1980 | 1990 | 2000 | 2010 | 2020 |
| Einwohner | 269  | 199  | 197  | 193  | 192  | 186  | 163  | 199  | 227  | 242  | 352  |

Am 31. Dezember 2021 lebten 359 Menschen in Rümikon, der Ausländeranteil betrug 31,8 %. Bei der Volkszählung 2015 bezeichneten sich 26,8 % als reformiert und 24,7 % als römisch-katholisch; 48,5 % waren konfessionslos oder gehörten anderen Glaubensrichtungen an. 96,5 % gaben bei der Volkszählung 2000 Deutsch als ihre Hauptsprache an.

## Politik und Recht
Die Versammlung der Stimmberechtigten, die Gemeindeversammlung, übt die Legislativgewalt aus. Ausführende Behörde ist der fünfköpfige Gemeinderat. Er wird im Majorzverfahren vom Volk gewählt, seine Amtsdauer beträgt vier Jahre. Der Gemeinderat führt und repräsentiert die Gemeinde. Dazu vollzieht er die Beschlüsse der Gemeindeversammlung und die Aufgaben, die ihm vom Kanton zugeteilt wurden. Für Rechtsstreitigkeiten ist in erster Instanz das Bezirksgericht Zurzach zuständig. Rümikon gehört zum Friedensrichterkreis XVII (Zurzach).

## Wirtschaft
In Rümikon gibt es gemäss der im Jahr 2015 erhobenen Statistik der Unternehmensstruktur (STATENT) rund 60 Arbeitsplätze, davon 16 % in der Landwirtschaft, 16 % in der Industrie und 68 % im Dienstleistungssektor. Zahlreiche Erwerbstätige sind Wegpendler und arbeiten in Bad Zurzach und Umgebung. Die Industrie ist beim ehemaligen Bahnhof konzentriert, hergestellt werden unter anderem Haushalts- und Badezimmerartikel, Kunststoff-Kleiderschränke und Metzgereimaschinen.

## Verkehr
Die Hauptstrasse 7 zwischen Basel und Winterthur verläuft nördlich des Dorfes unmittelbar dem Rheinufer entlang, sodass das Dorfzentrum nicht direkt vom Durchgangsverkehr betroffen ist. An der westlichen Gemeindegrenze zweigt die Kantonsstrasse 431 nach Schneisingen ab. Die Anbindung an das Netz des öffentlichen Verkehrs erfolgt durch eine Haltestelle an der SBB-Bahnlinie Koblenz–Bülach–Winterthur sowie durch eine Postautolinie zwischen Kaiserstuhl und dem Bahnhof Baden.

## Bildung
Die ehemalige Gemeinde besitzt keine Schule mehr. Der Kindergarten und die Primarschule (1. und 2. Klasse) können in Wislikofen besucht werden, die  3. bis 6. Primarschulklasse in Rekingen und sämtliche Oberstufen (Realschule, Sekundarschule und Bezirksschule) in Bad Zurzach. Die nächstgelegenen Gymnasien sind die Kantonsschule Baden und die Kantonsschule Wettingen.

## Persönlichkeiten
- André Jaeger (* 1947), Koch und Unternehmer